# Parafia św. Rodziny w Bytomiu-Bobrku
Parafia Świętej Rodziny w Bytomiu-Bobrku – parafia metropolii katowickiej, diecezji gliwickiej, dekanatu Bytom-Miechowice Kościoła katolickiego obrządku łacińskiego. Parafia została erygowana  20 marca 1906. Pierwszym jej proboszczem był ks. Józef Kubis.